# Spirostreptus damasus
Spirostreptus damasus är en mångfotingart som beskrevs av Carl Graf Attems 1953. Spirostreptus damasus ingår i släktet Spirostreptus och familjen Spirostreptidae. Inga underarter finns listade i Catalogue of Life.